# Sibualbuali
Sibualbuali je menší a dlouhodobě nečinná sopka na indonéském ostrově Sumatra. Značně erodovaný masiv tvoří převážně dacit a ryolit. Na východní svahu leží pole fumarol. Kdy došlo k poslední erupci, není známo.